# A place in the sun (album, Pablo Cruise)
A place in the sun is het derde studioalbum van Pablo Cruise. 
Het werd opgenomen in de Record Plant Studio in Sausalito, Californië. Nadat de eerste twee albums in de laagste regionen van de Billboard 200 eindigden, schoten met A place in the sun de verkoopcijfers omhoog. Het behaalde in 46 weken de 19e plaats in die albumlijst, ondersteund door singles Whatcha gonna do? en publiekslieveling A place in the sun. Ook dit album ging aan Nederland en België voorbij, al dreigde Whatcha gonna do? een hitje in Nederland te worden; het bleef echter steken in de tipparade.
Het was het laatste album met Bud Cockrell.

## Musici
- David Jenkins – gitaren, eerste zangstem op Whatcha gonna do?, Raging fire, Tonight my love, Never had a love, Atlanta June
- Steve Price – drumstel, percussie
- Bud Cockrell – basgitaar, eerste zangstem op A place in the sun, I just wanna believe, Tonight my love, Can’t you hear the music
- Cory Lerios – toetsinstrumenten, zang

## Muziek
| Nr. | Titel                                | Duur |
| --- | ------------------------------------ | ---- |
| 1.  | A place in the sun (Jenkins, Lerios) | 4:44 |
| 2.  | Whatcha gonna do? (Jenkins, Lerios)  | 4:17 |
| 3.  | Raging fire (Jenkins, Lerios)        | 4:41 |
| 4.  | I just wanna believe (Lerios)        | 4:15 |
| 5.  | Tonight my love (Lerios)             | 3:53 |

| Nr. | Titel                                     | Duur |
| --- | ----------------------------------------- | ---- |
| 1.  | Can’t you hear the music? (Lerios, Price) | 4:07 |
| 2.  | Never had a love (Jenkins, Lerios)        | 5:08 |
| 3.  | Atlanta June (Jenkins, Price)             | 4:08 |
| 4.  | El verano (Pablo Cruise)                  | 4:40 |